# Emma Igelström
Emma Sofie Igelström (Karlshamn, 6 maart 1980) is een voormalig topzwemster uit Zweden, gespecialiseerd op de schoolslag. Ze nam eenmaal deel aan de Olympische Spelen, maar won hierbij geen medailles.
In 1994 maakte ze haar internationale debuut bij de Europese Jeugdkampioenschappen. Haar echter grote doorbraak kwam in 2000. In dat jaar won Igelström, drie maanden na de Olympische Spelen in Sydney, drie gouden en één zilveren medaille bij de post-olympische Europese kampioenschappen kortebaan (25 meter) in Valencia: goud op de 50 meter schooslag (31,26), 200 meter schoolslag (2.24,05), 4x50 meter wisselslag (1.48,31) en zilver op de 100 meter schoolslag.
Twee jaar later, bij de wereldkampioenschappen kortebaan in Moskou, verbeterde de pupil van trainer-coach Torbjörn Olsson (later Martina Aronsson) het wereldrecord op de 50 school (29,96) en de 100 school (1.05,38), en maakte ze deel uit van de Zweedse estafetteploeg, die de mondiale toptijd op de 4x100 meter wisselslag aanscherpte tot 3.55,78. In totaal verbeterde Igelström zeven wereldrecords.
In datzelfde jaar 2002 won Igelström ook de titel op de 50 en 100 school bij de Europese kampioenschappen langebaan in Berlijn, maar daarna trad langzaam maar zeker het verval in. In april 2005 kondigde de Zweedse sprintster uiteindelijk haar afscheid aan, hoewel pas 25 jaar. Reden: gebrek aan motivatie. "Het is mooi wat ik heb bereikt, maar topsport is onmenselijk", verklaarde de studente medicijnen. "Mentaal en fysiek zit je voortdurend aan je limiet."
Igelström leed acht jaar aan de eetstoornis boulimia. Vanaf het moment dat ze hiervoor medisch werd behandeld, kwam ze niet meer uit in wedstrijdverband en daardoor ontbrak ze bij de Olympische Spelen van Athene (2004).
- International Standard Name Identifier: 0000 0003 8449 5444
- LIBRIS: 269780
- Virtual International Authority File: 275746280